# Altes Rathaus (Dirmstein)
Das Alte Rathaus in der rheinland-pfälzischen Ortsgemeinde Dirmstein ist ein denkmalgeschütztes Gebäude, das in früheren Zeiten meist allein als Rathaus, mitunter auch zusätzlich als Schulhaus genutzt wurde. Seit 1997 dient es als „Haus der Vereine“.

## Geographische Lage
Das Alte Rathaus steht im Ortszentrum, dem Oberdorf, auf einer Höhe von 102 m ü. NHN nördlich gegenüber der Laurentiuskirche im äußersten westlichen Bereich der Straße Mitteltor. Die Rückseite des Gebäudes bildet den südöstlichen Abschluss des Schlossplatzes. Benachbart sind außer der Kirche weitere historische Anwesen, beispielsweise die St.-Michael-Apotheke, das Haus Marktstraße 1 oder der Spitalhof.

## Gebäude

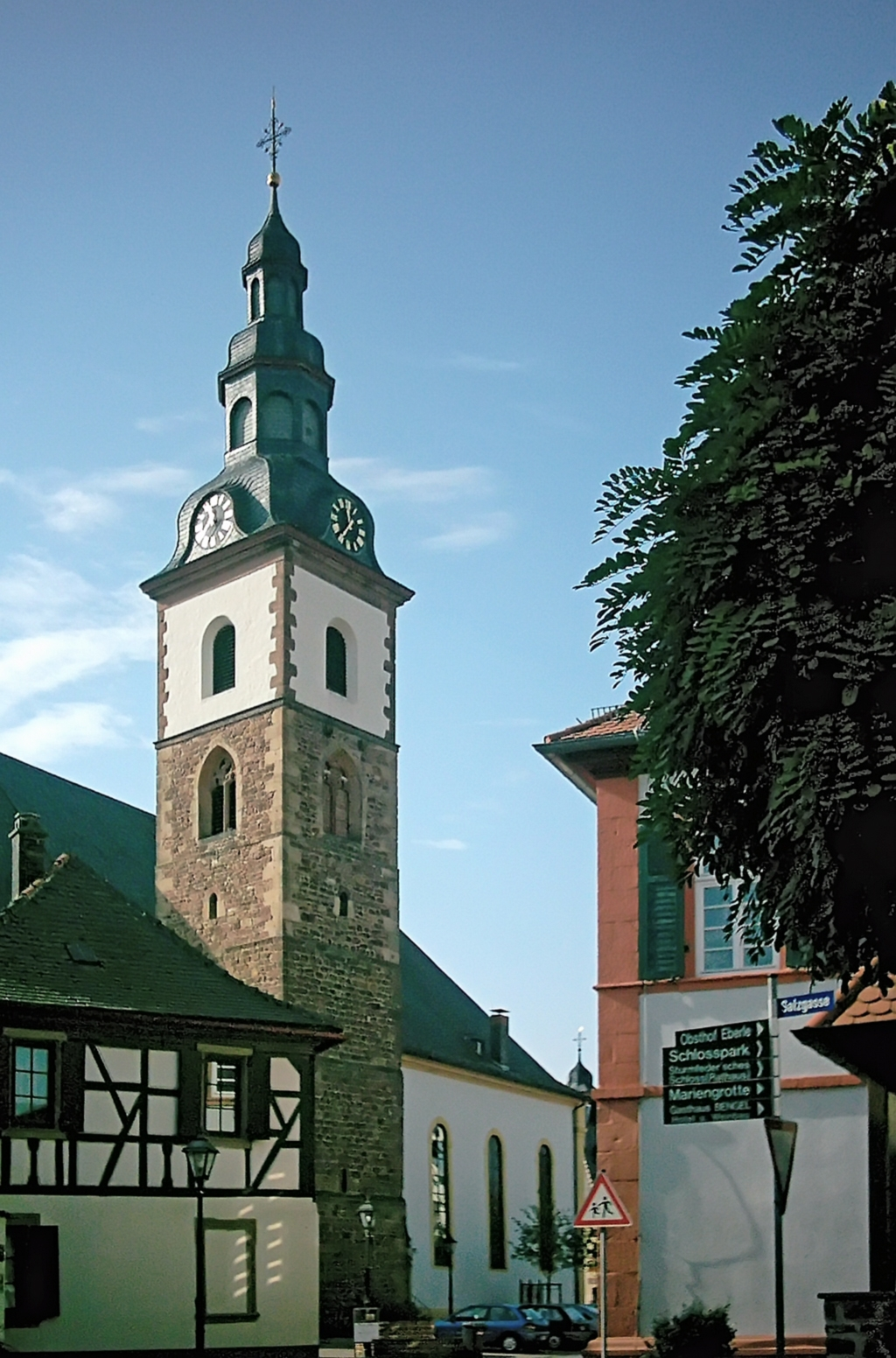
Links die Laurentiuskirche, rechts die nordöstliche Giebelwand des Alten Rathauses

Das Gebäude besteht aus zwei Vollgeschossen mit Walmdach, der Dachboden wird nicht genutzt. Der quaderförmige Bau erstreckt sich in Südwest-Nordost-Richtung mit der traufständigen Hauptfassade nach Südosten, während die Rückseite zum Schlossplatz zeigt. Dort befindet sich heute auch, über eine mehrstufige Sandsteintreppe erreichbar, unter einem kleinen Vordach der Haupteingang; früher hatten ein breiter und ein schmaler Eingang zur Kirche hin gelegen. Die Rückfront, hinter der das Treppenhaus liegt, besitzt nur zwei hohe Rechteckfenster, die nordöstliche und die südwestliche Giebelwand jeweils drei. Dagegen ist die Hauptfassade durch zahlreiche Fenster – allein neun im Obergeschoss – gegliedert. Das Haus empfängt auf diese Weise viel Licht, obwohl auf der anderen Straßenseite die hohe Kirche vorgelagert ist.
Von den beiden alten Eingängen im Süden ist der breitere rechte von unten herauf vermauert und oben zu einem Fenster umgestaltet; der schmale linke ist noch vorhanden, aber ständig verschlossen. Über dessen Rundbogen weisen ein farbiges Fresko mit dem Gemeindewappen und die Umschrift „Altes Rathaus“ auf die Funktion hin. Rechts, in der nordöstlichen Giebelwand des Erdgeschosses, liegt die Tür des nachträglich eingebauten Kerkers; er ist durch zwei lückenlose Innenwände vom übrigen Bau abgeteilt und nur von außen zugänglich, von der Salzgasse her, die dort in die Straße Mitteltor mündet.
Die Stilelemente des Gebäudes, z. B. umlaufender Stockwerksgurt, unten Rundbogen-, oben Rechteckfenster, belegen das Barock als Entstehungszeit. Die Renovierung durch die örtlichen Vereine wurde 1997 mit dem Außenanstrich in den früheren Originalfarben – weißer Putz, roter Sandstein an Mauerkanten und Fenstern, grüne Holz-Klappläden oben – abgeschlossen.

## Baugeschichte

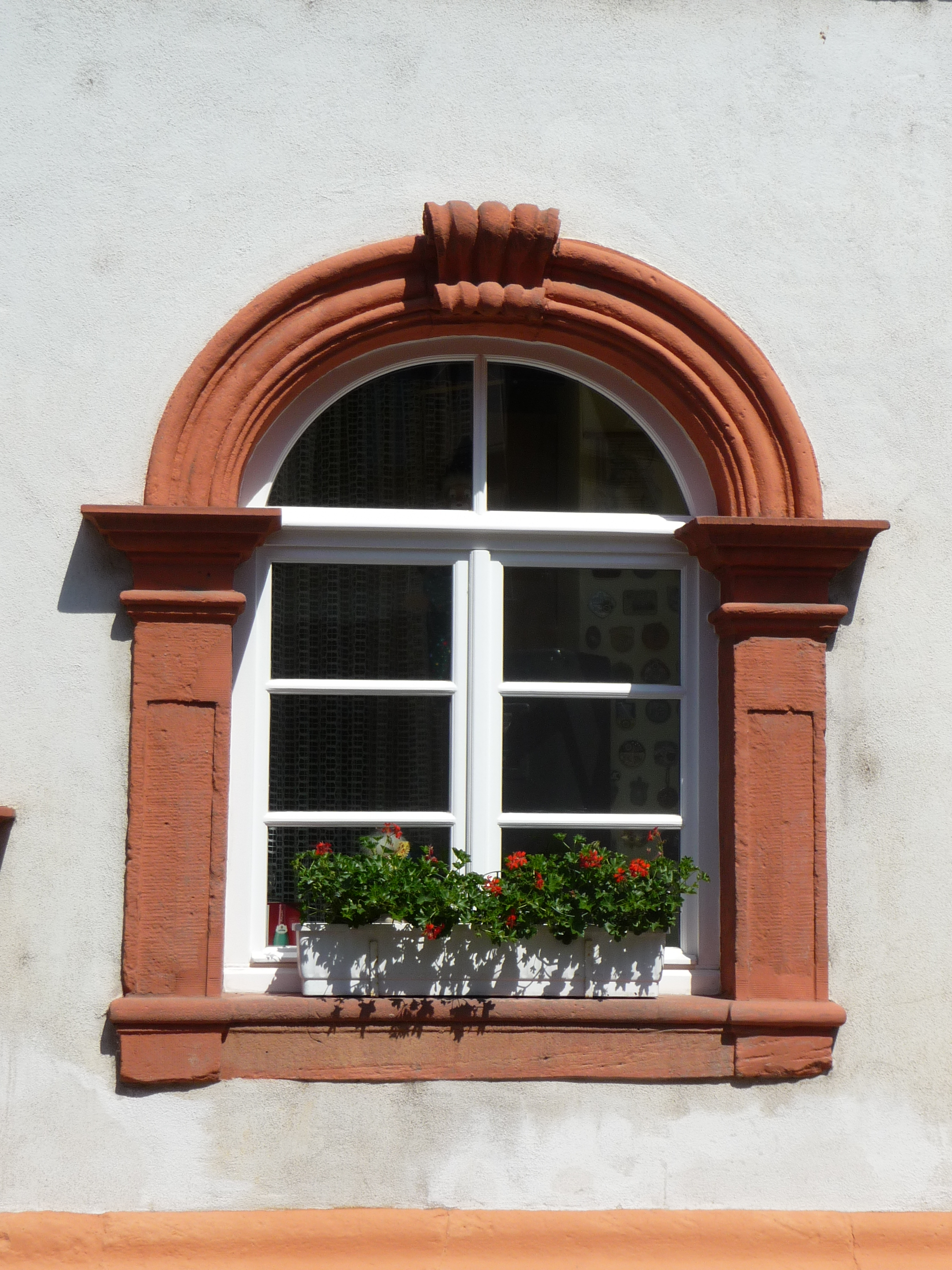
Fenster zur Straße Mitteltor

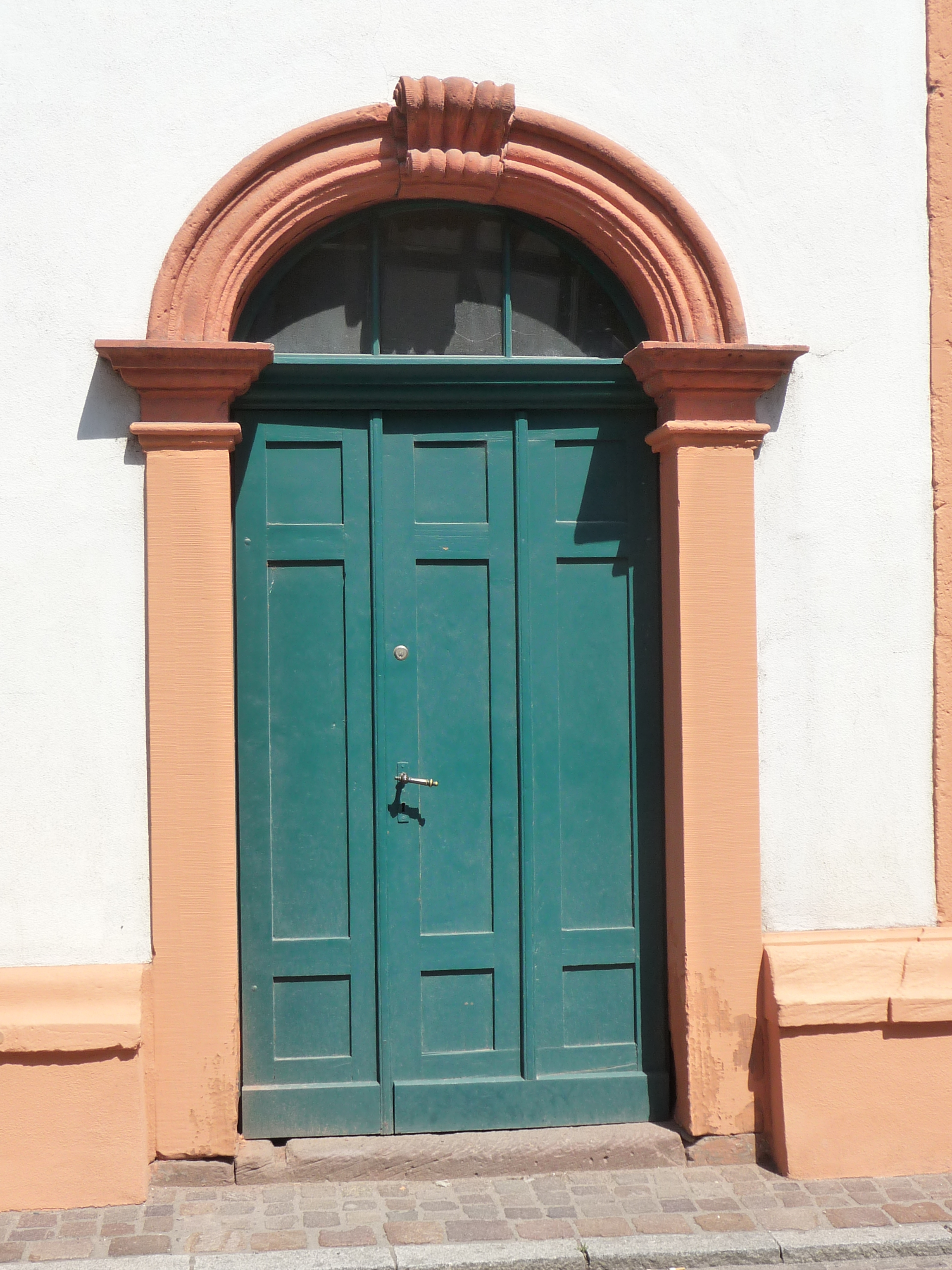
Tür zur ehemaligen Kerkerzelle

Erbaut wurde das Alte Rathaus von 1714 bis 1718 und spätestens 1721 in Betrieb genommen. Zeitweise wurde es als Schulgebäude für beide Konfessionen genutzt. Immer aber – bis 1990 die Gemeindeverwaltung ins benachbarte Sturmfedersche Schloss umzog – diente es als Rathaus.
Nach seiner Renovierung in der Mitte der 1990er Jahre hat das Gebäude seit 1997 eine neue Funktion als „Haus der Vereine“. Vor allem konnte ein Jugendraum eingerichtet werden, der in Eigenarbeit unter Federführung der örtlichen Landjugend nach Art eines Internetcafés gestaltet und in dieser Form mehrere Jahre genutzt wurde. Weitere Räume stehen den beiden örtlichen Karnevalsvereinen, dem Männergesangsverein und dem Kulturverein zur Verfügung.
Im nur von außen zugänglichen Kerker wurden noch in der ersten Hälfte des 20. Jahrhunderts Inhaftierte festgesetzt. Später wurde er durch die Gemeindeverwaltung als Lagerraum genutzt, bis er gemäß Beschluss des Gemeinderats vom 27. Mai 2009 zu einer behindertengerechten öffentlichen Toilette umgebaut wurde.